# توني بيترسون
توني بيترسون (بالإنجليزية: Anthony Peterson)‏ هو لاعب كرة قدم أمريكية أمريكي، ولد في 23 يناير 1972 في كليفلاند في الولايات المتحدة.

## وصلات خارجية
- توني بيترسون على موقع مرجع كرة القدم المحترفة.كوم (الإنجليزية)